# Francisco Signes Castelló
Francisco Signes Castelló (Real de Gandía (Valencia), 6 februari 1942) is een Spaans componist, muziekpedagoog, dirigent, tubaïst en trombonist. 

## Levensloop
Signes Castelló begon op 8-jarige leeftijd met muzieklessen bij José Gea. Vervolgens studeerde hij Tuba, trombone, compositie en orkestdirectie aan het Conservatorio Superior de Música "Joaquin Rodrigo" te Valencia. 
Op 13-jarige leeftijd was hij al koorleider in zijn geboorteplaats. In 1975 werd hij als tubaïst lid van de Banda Municipal de Castellón en tegelijkertijd kreeg hij een baan als docent aan het Conservatorio de Música Mestre Goterris de Villarreal. Hij volgde Bernardo Adam Ferrero op als hoofd van de dirigentenklas aan het Conservatorio Professional de Música de Castellón.
In 1982 werd hij dirigent van de Banda de Música de Viver (Castellón) en een jaar later van de Banda Municipal de Castellón. Verder is hij dirigent van de Banda de Música La Lira de Villarreal waarmee hij verschillende prijzen op concoursen won. Ook als gastdirigent werkt hij voor diverse harmonieorkesten in de regio Valencia en voor het Orquesta del Conservatorio de Valencia. 
Als componist schreef hij werken voor orkest, harmonieorkest en kamermuziek-ensembles.

## Composities

### Werken voor orkest
- Diptic

### Werken voor banda (harmonieorkest)
- 1990 Magdalena 1990
- Castell Alonso, paso-doble
- Passant la guàrdia, paso-doble
- Real de Gandía, paso-doble

### Werken voor piano
- Sonata
- Suite